# Dicranomyia trispinula
Dicranomyia trispinula là một loài ruồi trong họ Limoniidae. Chúng phân bố ở miền Cổ bắc.